# Rokytne (obwód czerniowiecki)
Rokytne  (ukr. Рокитне, rum. Răchitna) – wieś na Ukrainie, w obwodzie czerniowieckim, w rejonie nowosielickim, w historycznej Besarabii, nad rzeką Rokytną, 34 km na wschód od Czerniowiec. Założona w roku 1437.

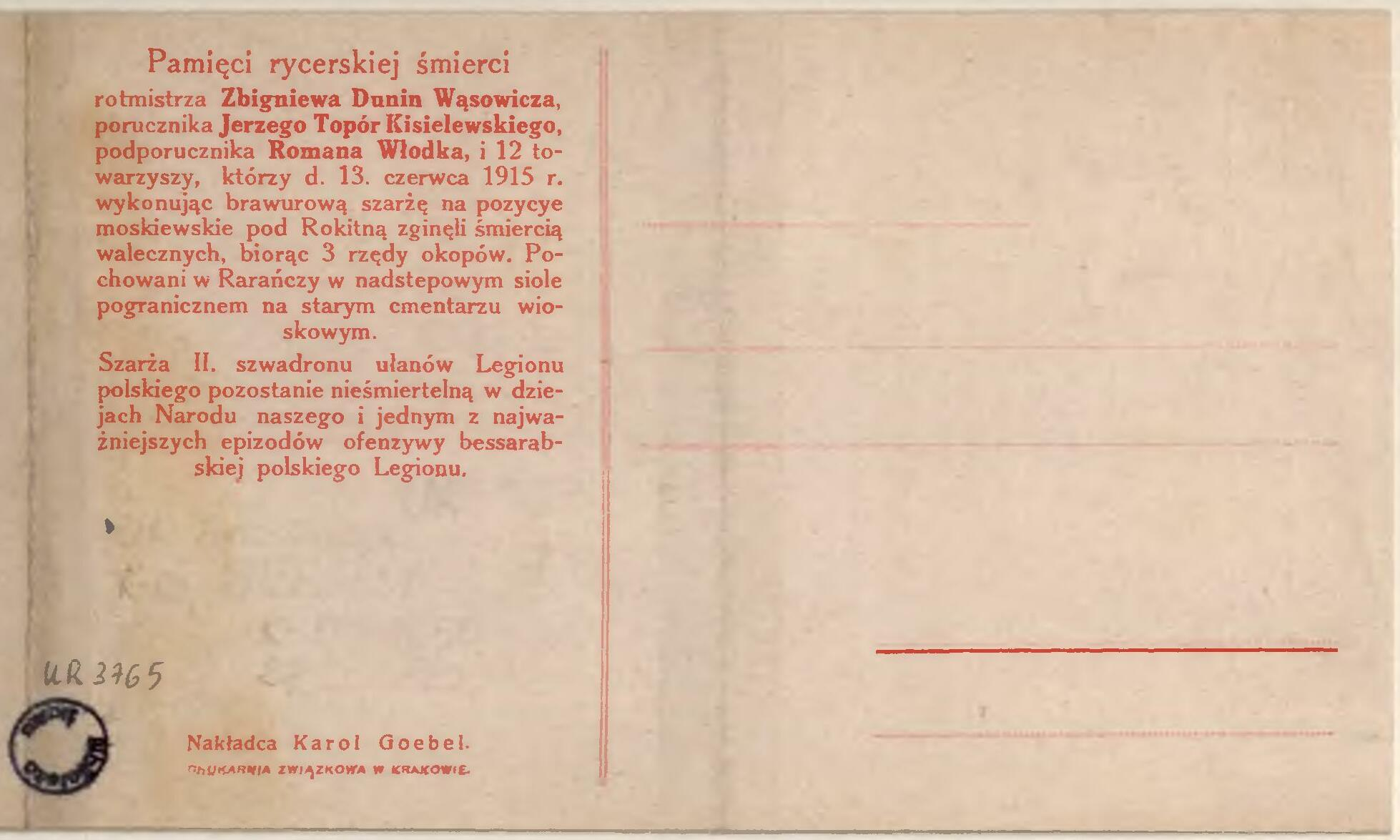

13 czerwca 1915 miała tam miejsce szarża szwadronu ułanów II Brygady Legionów na pozycje rosyjskie. Została ona upamiętniona przez Stanisława Stworę w wierszu Strofy o rycerzu polskim, wydanym na okolicznościowej pocztówce w 1915 roku.